# Les Rairies
Les Rairies település Franciaországban, Maine-et-Loire megyében. Lakosainak száma 1043 fő (2022. január 1.). Les Rairies Durtal, Montigné-lès-Rairies, Bazouges Cré sur Loir és Baugé-en-Anjou községekkel határos.

## Népesség
A település népességének változása:
| Lakosok száma | 781  | 802  | 854  | 956  | 977  | 996  | 1013 | 1028 | 1033 | 1043 |
|               | 1968 | 1982 | 1990 | 2006 | 2013 | 2015 | 2017 | 2019 | 2020 | 2022 |